# 茲維茲季夫卡
50°53′29″N 26°11′8″E / 50.89139°N 26.18556°E

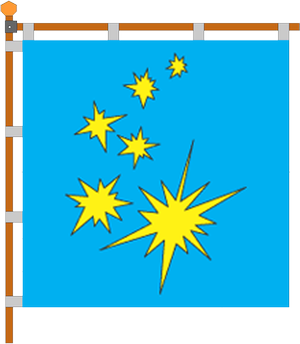

茲維茲季夫卡（烏克蘭語：Звіздівка），是烏克蘭西北部的村莊，隸屬里夫內州的里夫內區。該村始建於1577年，面積1.35平方公里，海拔高度179米，2001年人口786，人口密度每平方公里582.2人。